# Runcina
Runcina är ett släkte av snäckor. Runcina ingår i familjen Runcinidae.
Kladogram enligt Catalogue of Life:
| Runcina | \| \| Runcina coronata \| \| \| \| \| \| Runcina divae \| \| \| \| \| \| Runcina ferruginea \| \| \| \| \| \| Runcina macfarlandi \| \| \| \| |
|         | \| \| Runcina coronata \| \| \| \| \| \| Runcina divae \| \| \| \| \| \| Runcina ferruginea \| \| \| \| \| \| Runcina macfarlandi \| \| \| \| |
|         | Lapinura |
|         | |
|         | Pseudoilbia |
|         | |
|         | Runcinella |
|         | |
|         | Runcina coronata |
|         | |
|         | Runcina divae |
|         | |
|         | Runcina ferruginea |
|         | |
|         | Runcina macfarlandi |
|         | |

|  | Runcina coronata    |
|  |                     |
|  | Runcina divae       |
|  |                     |
|  | Runcina ferruginea  |
|  |                     |
|  | Runcina macfarlandi |
|  |                     |